# Asa-de-telha-pálido
Asa-de-telha-pálido, asa-de-telha-do-nordeste ou sargento-pálido (Agelaioides fringillarius) é uma espécie de ave da família dos icterídeos endêmica do Brasil, ocorrendo em áreas de Caatinga e Cerrado. Foi descrito originalmente em 1824 por Johann Baptist von Spix no estado de Minas Gerais. Atualmente é colocado no gênero Agelaioides, mas tradicionalmente era colocado no gênero Molothrus. Anteriormente, era considerado coespecífico com o asa-de-telha-escuro (Agelaioides badius), com as espécies combinadas formam o grupo dos asas-de-telha.